# トラップ (2024年の映画)
『トラップ』（Trap、直訳: 罠）は、M・ナイト・シャマラン脚本・監督・共同製作による2024年公開のアメリカ合衆国のサスペンス映画。音楽アーティストのライブに訪れた指名手配中の殺人犯と、彼を捜査する警察の懸け引きを描く。
2024年7月24日に初公開され、米国ではワーナー・ブラザース・ピクチャーズ配給により8月2日に公開された。日本ではワーナー ブラザース ジャパン配給により10月25日に公開された。

## キャスト
※括弧内は日本語吹替。
- クーパー・アボット - ジョシュ・ハートネット（小野大輔）
- ライリー・アボット - アリエル・ドナヒュー（朝井彩加）
- レディ・レイヴン - サレカ・ナイト・シャマラン（山村響）
- レイチェル・アボット - アリソン・ピル（加藤有生子）
- ジョセフィーン・グラント - ヘイリー・ミルズ（大西多摩恵）
- ジェイミー - ジョセフ・ラングドン（武田太一）
- ザ・シンカー - スコット・メスカディ
- レイヴンの叔父 - M・ナイト・シャマラン（カメオ出演）

- 日本語吹替版その他出演：中村カンナ、沢田敏子、虎島貴明、霧生晃司、千本木彩花、罍陽子、根本優奈、星祐樹、露崎亘、黒田浩一、田中進太郎、古谷佳乃

- 日本語吹替版制作スタッフ 演出：簑浦良平、翻訳：大嶋えいじ、制作：JVCケンウッド・ビデオテック

## 公開
2024年7月24日にニューヨーク州ニューヨーク市マンハッタン区のアリス・タリー・ホールにて初公開された。米国では、ワーナー・ブラザース・ピクチャーズ配給により8月2日に公開され、初日に661万米ドルを稼いだ。1週目の週末には1,545万米ドルを稼ぎ、『デッドプール&ウルヴァリン』と『ツイスターズ』に次ぎ3位を記録した。10月には米国では4,277万米ドル、外国では3,990万米ドルを稼ぎ、世界で8,267万米ドルを記録した。8月30日よりビデオ・オン・デマンドにて配信されており、11月5日にはUltra HD Blu-ray、Blu-ray DiscおよびDVDが販売される。
日本ではワーナー ブラザース ジャパン配給により10月25日に公開された。